# 鐘路洞
鐘路洞（チョンノドン）は、ソウル特別市鐘路区に位置する行政洞である鐘路1.2.3.4街洞（朝鮮語：종로1.2.3.4가동 （チョンノイルリサムサガドン） 発音）と鐘路5.6街洞（朝鮮語：종로5.6가동 （チョンノオリュッカドン） 発音）の総称である。

## 法定洞
鐘路洞管轄の法定洞は以下のとおりである。

### 鐘路1.2.3.4街洞
- 世宗路（セジョンノ）
- 清進洞（チョンジンドン）
- 瑞麟洞（ソリンドン）
- 寿松洞（スソンドン）
- 中学洞（チュンハクトン）
- 鐘路1街（チョンノイルガ）
- 公平洞（コンピョンドン）
- 寛勲洞（クァヌンドン）
- 堅志洞（キョンジドン）
- 臥龍洞（ワリョンドン）
- 勧農洞（クォンノンドン）
- 雲泥洞（ウンニドン）
- 益善洞（イクソンドン）
- 慶雲洞（キョンウンドン）
- 貫鉄洞（クァンチョルトン）
- 仁寺洞（インサドン）
- 楽園洞（ナゴンドン）
- 鐘路2街（チョンノイガ）
- 薫井洞（フンジョンドン）
- 廟洞（ミョドン）
- 鳳翼洞（ポンイクトン）
- 敦義洞（トニドン）
- 長沙洞（チャンサドン）
- 観水洞（クァンスドン）
- 鐘路3街（チョンノサムガ）
- 仁義洞（イニドン）
- 礼智洞（イェジドン）
- 苑南洞（ウォンナムドン）
- 鐘路4街（チョンノサガ）

### 鐘路5.6街洞
- 蓮池洞（ヨンジドン）
- 孝悌洞（ヒョジェドン）
- 鐘路5街（チョンノオガ）
- 鐘路6街（チョンノユッカ）
- 忠信洞（チュンシンドン）

## 交通
- ソウル交通公社
  -  1号線
    - 鐘路5街駅 - 鐘路3街駅 - 鐘閣駅

  -  3号線
    - 鐘路3街駅

  -  4号線
    - 東大門駅

  -  5号線
    - 鐘路3街駅